# Coupe d'Europe de ski alpin 2015-2016
Navigation
Édition précédente Édition suivante
La Coupe d'Europe de ski alpin 2015-2016 est la 45e édition de la Coupe d'Europe de ski alpin, compétition de ski alpin organisée annuellement. Elle se déroule du 2 décembre 2015 au 17 mars 2016.

## Déroulement de la saison

### Saison des messieurs
| \| Reiteralm Sölden Nova Ponente Kronplatz Pozza di Fassa Val-Cenis Wengen Folgaria-Lavarone Radstadt Zell am See Val d'Isère Méribel Davos Zuoz Sarntal Saalbach Oberjoch \| Les sites des compétitions situés dans les Alpes |
| Reiteralm Sölden Nova Ponente Kronplatz Pozza di Fassa Val-Cenis Wengen Folgaria-Lavarone Radstadt Zell am See Val d'Isère Méribel Davos Zuoz Sarntal Saalbach Oberjoch                                                        |

| \| Trysil Hemsedal \| Les sites des compétitions dans les pays nordiques |
| Trysil Hemsedal                                                          |

Les sites de compétition de La Molina (Pyrénées) font également partie du calendrier. Les épreuves prévues à Reiteralm, Wengen et Méribel ont été annulées.

### Saison des dames
| \| St-Moritz Zinal Altenmarkt-Zauchensee Kirchberg Göstling / Hochkar Lenggries Oberjoch Châtel Sestrières Davos Saalbach \| Les sites des compétitions situés dans les Alpes |
| St-Moritz Zinal Altenmarkt-Zauchensee Kirchberg Göstling / Hochkar Lenggries Oberjoch Châtel Sestrières Davos Saalbach                                                        |

| \| Trysil Kvitfjell \| Les sites des compétitions dans les pays nordiques |
| Trysil Kvitfjell                                                          |

Les sites de compétition de La Molina (Pyrénées), Pamporovo (Rhodopes) et Borovec (Rila) font également partie du calendrier. Les épreuves prévues à Saint-Moritz, Kirchberg in Tirol et Lenggries ont été annulées.

## Classement général
| Rang | Nom                      | Points | Victoire(s) | Podium(s) |
| ---- | ------------------------ | ------ | ----------- | --------- |
| 1    | Bjørnar Neteland         | 712    | 2           | 4         |
| 2    | Christian Walder         | 710    | 2           | 6         |
| 3    | Emanuele Buzzi           | 642    | 2           | 7         |
| 4    | Robin Buffet             | 590    | 3           | 5         |
| 5    | Ramon Zenhäusern         | 498    | 1           | 5         |
| 6    | Loïc Meillard            | 458    | 2           | 2         |
| 7    | Marcus Monsen            | 455    | 1           | 2         |
| 8    | Paolo Pangrazzi          | 453    | 1           | 2         |
| 9    | Marc Gini                | 414    | 2           | 3         |
| 10   | Frederic Berthold        | 406    | 1           | 2         |
| 11   | Johannes Kröll           | 389    |             | 1         |
| 12   | Stefan Brennsteiner      | 385    |             | 2         |
| 13   | Axel William Patricksson | 384    | 1           | 4         |
| 14   | Adrian Smiseth Sejersted | 364    |             |           |
| 15   | Reto Schmidiger          | 361    | 1           | 1         |
| 16   | Tommaso Sala             | 356    |             | 1         |
| 17   | Eemeli Pirinen           | 334    | 1           | 1         |
| 17   | Stefan Rogentin          | 334    |             | 1         |
| 19   | Mark Engel               | 331    |             | 1         |
| 20   | Simon Maurberger         | 328    | 1           | 2         |

| Rang | Nom                   | Points | Victoire(s) | podium(s) |
| ---- | --------------------- | ------ | ----------- | --------- |
| 1    | Maren Skjøld          | 949    | 3           | 6         |
| 2    | Stephanie Brunner     | 731    | 5           | 7         |
| 3    | Laura Pirovano        | 648    | 1           | 2         |
| 4    | Katharina Gallhuber   | 626    | 1           | 6         |
| 5    | Verena Gasslitter     | 569    | 1           | 5         |
| 6    | Anna Hofer            | 569    | 1           | 4         |
| 7    | Simone Wild           | 483    | 1           | 4         |
| 8    | Rahel Kopp            | 451    | 1           | 1         |
| 9    | Elisabeth Willibald   | 433    | 2           | 3         |
| 10   | Beatrice Scalvedi     | 418    | 1           | 1         |
| 10   | Mélanie Meillard      | 418    |             | 1         |
| 12   | Ricarda Haaser        | 414    | 1           | 2         |
| 13   | Kira Weidle           | 403    | 1           | 2         |
| 14   | Lisa Magdalena Agerer | 397    | 2           | 2         |
| 15   | Dajana Dengscherz     | 380    |             | 3         |
| 16   | Julia Grünwald        | 368    |             | 2         |
| 17   | Coralie Frasse Sombet | 359    |             | 2         |
| 18   | Karoline Pichler      | 341    | 1           | 2         |
| 19   | Kristin Lysdahl       | 336    | 1           | 2         |
| 20   | Christine Scheyer     | 323    |             | 2         |

## Classements de chaque discipline
Les noms en gras remportent les titres des disciplines.

### Descente
| Rang | Nom                      | Points | Victoire(s) | Podium(s) |
| ---- | ------------------------ | ------ | ----------- | --------- |
| 1    | Christian Walder         | 322    | 1           | 2         |
| 2    | Emanuele Buzzi           | 320    | 1           | 4         |
| 3    | Frederic Berthold        | 265    | 1           | 1         |
| 4    | Urs Kryenbühl            | 245    | 1           | 2         |
| 5    | Adrian Smiseth Sejersted | 227    |             |           |
| 6    | Patrick Schweiger        | 216    |             | 2         |
| 7    | Mario Karelly            | 210    |             | 1         |
| 8    | Stefan Rogentin          | 193    |             |           |
| 9    | Paolo Pangrazzi          | 189    |             | 1         |
| 10   | Johannes Kröll           | 182    |             |           |

| Rang | Nom               | Points | Victoire(s) | Podium(s) |
| ---- | ----------------- | ------ | ----------- | --------- |
| 1    | Kira Weidle       | 280    | 1           | 2         |
| 2    | Beatrice Scalvedi | 377    | 1           | 1         |
| 3    | Sabrina Maier     | 375    |             |           |
| 4    | Nicol Delago      | 225    |             | 1         |
| 5    | Breezy Johnson    | 212    | 1           | 2         |
| 6    | Kristin Lysdahl   | 210    | 1           | 2         |
| 7    | Anna Hofer        | 200    | 1           | 2         |
| 8    | Verena Gasslitter | 190    |             | 1         |
| 9    | Joana Hählen      | 180    | 1           | 2         |
| 10   | Laura Pirovano    | 174    |             |           |

### Super G
| Rang | Nom                  | Points | Victoire(s) | Podium(s) |
| ---- | -------------------- | ------ | ----------- | --------- |
| 1    | Emanuele Buzzi       | 280    | 1           | 3         |
| 2    | Bjørnar Neteland     | 279    | 1           | 2         |
| 3    | Christian Walder     | 252    | 1           | 2         |
| 4    | Guglielmo Bosca      | 219    |             | 1         |
| 5    | Christopher Neumayer | 202    | 1           | 1         |
| 6    | Marcus Monsen        | 180    | 1           | 1         |
| 7    | Johannes Kröll       | 177    |             | 1         |
| 8    | Stian Saugestad      | 151    | 1           | 1         |
| 9    | Marc Gisin           | 130    |             | 1         |
| 10   | Paolo Pangrazzi      | 114    |             |           |

| Rang | Nom                   | Points | Victoire(s) | Podium(s) |
| ---- | --------------------- | ------ | ----------- | --------- |
| 1    | Verena Gasslitter     | 340    | 1           | 4         |
| 2    | Lisa Magdalena Agerer | 310    | 2           | 2         |
| 3    | Anna Hofer            | 260    |             | 2         |
| 4    | Dajana Dengscherz     | 176    |             | 1         |
| 5    | Beatrice Scalvedi     | 172    |             |           |
| 6    | Klára Křížová         | 169    |             | 2         |
| 7    | Romane Miradoli       | 150    | 1           | 1         |
| 8    | Laura Gauché          | 130    |             | 1         |
| 9    | Christine Scheyer     | 121    |             | 1         |
| 10   | Maren Skjøld          | 120    |             |           |

### Géant
| Rang | Nom                      | Points | Victoire(s) | Podium(s) |
| ---- | ------------------------ | ------ | ----------- | --------- |
| 1    | Stefan Brennsteiner      | 385    |             | 2         |
| 2    | Axel William Patricksson | 383    | 1           | 4         |
| 3    | Loïc Meillard            | 370    | 2           | 2         |
| 4    | Eemeli Pirinen           | 334    | 1           | 1         |
| 5    | Simon Maurberger         | 324    | 1           | 2         |
| 6    | Dominik Schwaiger        | 287    |             | 3         |
| 7    | Christoph Nösig          | 214    |             | 2         |
| 8    | Marcel Mathis            | 206    |             |           |
| 9    | Manuel Feller            | 200    | 2           | 2         |
| 9    | Benedikt Staubitzer      | 200    | 1           | 2         |

| Rang | Nom                   | Points | Victoire(s) | Podium(s) |
| ---- | --------------------- | ------ | ----------- | --------- |
| 1    | Stephanie Brunner     | 640    | 5           | 7         |
| 2    | Simone Wild           | 461    | 1           | 4         |
| 3    | Coralie Frasse Sombet | 321    |             | 2         |
| 4    | Ricarda Haaser        | 320    | 1           | 2         |
| 5    | Laura Pirovano        | 312    | 1           | 2         |
| 6    | Marie Massios         | 283    |             | 2         |
| 7    | Karoline Pichler      | 280    | 1           | 2         |
| 8    | Meta Hrovat           | 228    |             |           |
| 9    | Rosina Schneeberger   | 219    |             |           |
| 10   | Vanessa Kasper        | 197    |             | 1         |

### Slalom
| Rang | Nom                  | Points | Victoire(s) | Podium(s) |
| ---- | -------------------- | ------ | ----------- | --------- |
| 1    | Robin Buffet         | 569    | 3           | 5         |
| 2    | Ramon Zenhäusern     | 495    | 1           | 5         |
| 3    | Marc Gini            | 414    | 2           | 3         |
| 4    | Reto Schmidiger      | 358    | 1           | 1         |
| 5    | Linus Strasser       | 260    |             | 2         |
| 6    | Mark Engel           | 240    |             | 1         |
| 7    | Tommaso Sala         | 237    |             | 1         |
| 8    | Christian Hirschbühl | 215    | 1           | 2         |
| 9    | Markus Vogel         | 204    |             | 1         |
| 10   | Marc Rochat          | 194    |             |           |

| Rang | Nom                 | Points | Victoire(s) | Podium(s) |
| ---- | ------------------- | ------ | ----------- | --------- |
| 1    | Maren Skjøld        | 520    | 2           | 4         |
| 2    | Katharina Gallhuber | 498    | 1           | 6         |
| 3    | Elisabeth Willibald | 433    | 2           | 3         |
| 4    | Julia Grünwald      | 368    |             | 2         |
| 5    | Chiara Gmür         | 270    | 1           | 2         |
| 6    | Katharina Huber     | 251    |             |           |
| 7    | Mélanie Meillard    | 234    |             | 1         |
| 8    | Christina Geiger    | 215    |             | 2         |
| 9    | Ana Bucik           | 200    | 2           | 2         |
| 10   | Lena Dürr           | 188    |             |           |

### Combiné
| Rang | Nom                      | Points | Victoire(s) | Podium(s) |
| ---- | ------------------------ | ------ | ----------- | --------- |
| 1    | Paolo Pangrazzi          | 150    | 1           | 1         |
| 2    | Bjørnar Neteland         | 145    | 1           | 1         |
| 3    | Christian Walder         | 120    |             | 2         |
| 4    | Marcus Monsen            | 109    |             | 1         |
| 5    | Frederic Berthold        | 98     |             | 1         |
| 6    | Adrian Smiseth Sejersted | 86     |             |           |
| 7    | Cyprien Sarrazin         | 85     |             |           |
| 8    | Stefan Hadalin           | 76     |             |           |
| 9    | Clemens Nocker           | 55     |             |           |
| 10   | Stefan Rogentin          | 46     |             |           |

| Rang | Nom                     | Points | Victoire(s) | Podium(s) |
| ---- | ----------------------- | ------ | ----------- | --------- |
| 1    | Maren Skjøld            | 180    | 1           | 2         |
| 2    | Rahel Kopp              | 100    | 1           | 1         |
| 3    | Lara Zürcher            | 80     |             | 1         |
| 4    | Christine Scheyer       | 68     |             |           |
| 5    | Dajana Dengscherz       | 60     |             | 1         |
| 5    | Anna Hofer              | 60     |             |           |
| 5    | Romane Miradoli         | 60     |             | 1         |
| 8    | Valentina Cillara Rossi | 56     |             |           |
| 8    | Aleksandra Prokopyeva   | 56     |             |           |
| 10   | Nathalie Gröbli         | 50     |             |           |

## Calendrier et résultats

### Messieurs
| N°      | Lieu               | Date             | Épreuve          | Vainqueur                                                                     | Deuxième                                                                      | Troisième                                                                     |
| ------- | ------------------ | ---------------- | ---------------- | ----------------------------------------------------------------------------- | ----------------------------------------------------------------------------- | ----------------------------------------------------------------------------- |
| —       | Reiteralm          | 25 novembre 2015 | Super G          | Épreuves annulées (manque de neige), reportées à Radstadt                     | Épreuves annulées (manque de neige), reportées à Radstadt                     | Épreuves annulées (manque de neige), reportées à Radstadt                     |
| —       | Reiteralm          | 26 novembre 2015 | Super G          | Épreuves annulées (manque de neige), reportées à Radstadt                     | Épreuves annulées (manque de neige), reportées à Radstadt                     | Épreuves annulées (manque de neige), reportées à Radstadt                     |
| 1       | Hemsedal           | 2 décembre 2015  | Slalom           | Ramon Zenhäusern                                                              | Marco Schwarz                                                                 | Robby Kelley                                                                  |
| 2       | Hemsedal           | 3 décembre 2015  | Slalom           | Marco Schwarz                                                                 | Ramon Zenhäusern                                                              | Manuel Feller                                                                 |
| 3       | Trysil             | 5 décembre 2015  | Géant            | Manuel Feller                                                                 | Marco Schwarz                                                                 | Dominik Schwaiger                                                             |
| 4       | Trysil             | 4 décembre 2016  | Géant            | Manuel Feller                                                                 | Stefan Brennsteiner                                                           | Marco Schwarz                                                                 |
| 5       | Sölden             | 10 décembre 2015 | Super G          | Christopher Neumayer                                                          | Marc Gisin                                                                    | Bjørnar Neteland                                                              |
| 6       | Sölden             | 11 décembre 2015 | Super G          | Christian Walder                                                              | Emanuele Buzzi                                                                | Klaus Kröll                                                                   |
| 7       | Sölden             | 11 décembre 2016 | Combiné alpin    | Bjørnar Neteland                                                              | Marcus Monsen                                                                 | Christian Walder                                                              |
| 8       | Nova Ponente       | 16 décembre 2015 | Slalom           | Robin Buffet                                                                  | Ramon Zenhäusern                                                              | Mattias Hargin                                                                |
| 9       | Kronplatz          | 19 décembre 2015 | Slalom parallèle | Christian Hirschbühl                                                          | Linus Strasser                                                                | Mattias Hargin                                                                |
| 10      | Pozza di Fassa     | 21 décembre 2015 | Slalom           | Marc Gini                                                                     | Robin Buffet                                                                  | Wolfgang Hörl                                                                 |
| 11      | Val Cenis          | 3 janvier 2017   | Slalom           | Marc Gini                                                                     | Michael Matt                                                                  | Robin Buffet                                                                  |
| 12      | Val Cenis          | 4 janvier 2016   | Slalom           | Robin Buffet                                                                  | Ramon Zenhäusern                                                              | Marc Gini                                                                     |
| —       | Wengen             | 8 janvier 2016   | Descente         | Épreuves annulées (manque de neige), reportées à Davos                        | Épreuves annulées (manque de neige), reportées à Davos                        | Épreuves annulées (manque de neige), reportées à Davos                        |
| —       | Wengen             | 9 janvier 2016   | Descente         | Épreuves annulées (manque de neige), reportées à Davos                        | Épreuves annulées (manque de neige), reportées à Davos                        | Épreuves annulées (manque de neige), reportées à Davos                        |
| 13      | Folgaria-Lavarone  | 12 janvier 2016  | Géant            | Riccardo Tonetti                                                              | Christoph Nösig                                                               | Axel William Patricksson                                                      |
| —       | Folgaria-Lavarone  | 13 janvier 2016  | Slalom           | Épreuve annulée, remplacée par un géant                                       | Épreuve annulée, remplacée par un géant                                       | Épreuve annulée, remplacée par un géant                                       |
| 14      | Folgaria-Lavarone  | 13 janvier 2016  | Géant            | Simon Maurberger                                                              | Dominik Schwaiger                                                             | Rasmus Windingstad                                                            |
| 15      | Radstadt-Reiteralm | 14 janvier 2016  | Super G          | Emanuele Buzzi                                                                | Guglielmo Bosca                                                               | Christian Walder                                                              |
| 16      | Radstadt-Reiteralm | 15 janvier 2017  | Super G          | Marcus Monsen Bjørnar Neteland                                                |                                                                               | Emanuele Buzzi                                                                |
| 17      | Zell am See        | 16 janvier 2016  | Slalom           | François Place                                                                | Markus Vogel                                                                  | Matej Vidović                                                                 |
| —       | Zell am See        | 17 janvier 2016  | Géant            | Épreuve annulée, remplacée par un slalom                                      | Épreuve annulée, remplacée par un slalom                                      | Épreuve annulée, remplacée par un slalom                                      |
| 18      | Zell am See        | 17 janvier 2016  | Slalom           | Matej Vidović                                                                 | Mark Engel                                                                    | Kryštof Krýzl                                                                 |
| 19      | Val d'Isère        | 20 janvier 2016  | Géant            | Loïc Meillard                                                                 | Žan Kranjec                                                                   | Mathieu Faivre                                                                |
| 20      | Val d'Isère        | 21 janvier 2016  | Géant            | Loïc Meillard                                                                 | Stefan Brennsteiner                                                           | Christoph Nösig                                                               |
| —       | Méribel            | 25 janvier 2016  | Descente         | Épreuves annulées (manque de neige), descente reportée à Saalbach-Hinterglemm | Épreuves annulées (manque de neige), descente reportée à Saalbach-Hinterglemm | Épreuves annulées (manque de neige), descente reportée à Saalbach-Hinterglemm |
| —       | Méribel            | 25 janvier 2016  | Combiné alpin    | Épreuves annulées (manque de neige), descente reportée à Saalbach-Hinterglemm | Épreuves annulées (manque de neige), descente reportée à Saalbach-Hinterglemm | Épreuves annulées (manque de neige), descente reportée à Saalbach-Hinterglemm |
| —       | Méribel            | 26 janvier 2016  | Super G          | Épreuves annulées (manque de neige), descente reportée à Saalbach-Hinterglemm | Épreuves annulées (manque de neige), descente reportée à Saalbach-Hinterglemm | Épreuves annulées (manque de neige), descente reportée à Saalbach-Hinterglemm |
| 21      | Davos              | 26 janvier 2016  | Descente         | Emanuele Buzzi                                                                | Ralph Weber                                                                   | Patrick Schweiger                                                             |
| 22      | Davos              | 27 janvier 2016  | Descente         | Ralph Weber                                                                   | Patrick Schweiger                                                             | Emanuele Buzzi                                                                |
| 23      | Zuoz               | 28 janvier 2016  | Géant            | Benedikt Staubitzer                                                           | Simon Maurberger                                                              | Axel William Patricksson                                                      |
| 24      | Zuoz               | 29 janvier 2016  | Géant            | Eemeli Pirinen                                                                | Axel William Patricksson                                                      | Dominik Schwaiger                                                             |
| 25      | Sarentino          | 2 février 2016   | Descente         | Frederic Berthold                                                             | Mario Karelly                                                                 | Christian Walder                                                              |
| 26      | Sarentino          | 4 février 2016   | Descente         | Nicolas Raffort                                                               | Silvano Varettoni                                                             | Paolo Pangrazzi                                                               |
| 27      | Sarentino          | 4 février 2016   | Combiné alpin    | Paolo Pangrazzi                                                               | Frederic Berthold                                                             | Christian Walder                                                              |
| 28      | Sarentino          | 5 février 2016   | Super G          | Stian Saugestad                                                               | Johannes Kröll                                                                | Stefan Rogentin                                                               |
| —       | Saalbach           | 9 mars 2016      | Super G          | Épreuve annulée                                                               | Épreuve annulée                                                               | Épreuve annulée                                                               |
| 29      | Saalbach           | 10 mars 2016     | Descente         | Christian Walder                                                              | Emanuele Buzzi                                                                | Urs Kryenbühl                                                                 |
| 30      | Saalbach           | 11 mars 2016     | Descente         | Urs Kryenbühl                                                                 | Emanuele Buzzi                                                                | Niels Hintermann                                                              |
| —       | Oberjoch           | 4 décembre 2016  | Géant            | Épreuve annulée                                                               | Épreuve annulée                                                               | Épreuve annulée                                                               |
| 31      | Oberjoch           | 13 mars 2016     | Slalom           | Reto Schmidiger                                                               | Riccardo Tonetti                                                              | Linus Strasser                                                                |
| Finales |                    |                  |                  |                                                                               |                                                                               |                                                                               |
| 32      | La Molina          | 16 mars 2016     | Géant            | Axel William Patricksson                                                      | Benedikt Staubitzer                                                           | Bjørnar Neteland                                                              |
| 33      | La Molina          | 17 mars 2016     | Slalom           | Robin Buffet                                                                  | Tommaso Sala                                                                  | Ramon Zenhäusern                                                              |

### Dames
| N°      | Lieu                  | Date             | Épreuve       | Vainqueur                                                                              | Deuxième                                                                               | Troisième                                                                              |
| ------- | --------------------- | ---------------- | ------------- | -------------------------------------------------------------------------------------- | -------------------------------------------------------------------------------------- | -------------------------------------------------------------------------------------- |
| 1       | Trysil                | 7 décembre 2015  | Géant         | Stephanie Brunner                                                                      | Simone Wild                                                                            | Petra Vlhová                                                                           |
| 2       | Trysil                | 8 décembre 2015  | Slalom        | Petra Vlhová                                                                           | Ylva Stålnacke                                                                         | Emelie Wikström                                                                        |
| 3       | Kvitfjell             | 10 décembre 2015 | Super G       | Michaela Heider                                                                        | Verena Gasslitter                                                                      | Dajana Dengscherz                                                                      |
| 4       | Kvitfjell             | 11 décembre 2015 | Géant         | Laura Pirovano                                                                         | Elena Prosteva                                                                         | Marie Massios                                                                          |
| 5       | Kvitfjell             | 12 décembre 2016 | Super G       | Maren Skjøld                                                                           | Lara Zürcher                                                                           | Dajana Dengscherz                                                                      |
| —       | Saint-Moritz          | 17 décembre 2015 | Descente      | Épreuves annulées (manque de neige), la première est reportée à Altenmarkt-Zauchensee. | Épreuves annulées (manque de neige), la première est reportée à Altenmarkt-Zauchensee. | Épreuves annulées (manque de neige), la première est reportée à Altenmarkt-Zauchensee. |
| —       | Saint-Moritz          | 9 janvier 2016   | Descente      | Épreuves annulées (manque de neige), la première est reportée à Altenmarkt-Zauchensee. | Épreuves annulées (manque de neige), la première est reportée à Altenmarkt-Zauchensee. | Épreuves annulées (manque de neige), la première est reportée à Altenmarkt-Zauchensee. |
| 6       | Zinal                 | 5 janvier 2016   | Géant         | Karoline Pichler                                                                       | Stephanie Brunner                                                                      | Simone Wild                                                                            |
| 7       | Zinal                 | 5 janvier 2016   | Géant         | Stephanie Brunner                                                                      | Coralie Frasse Sombet                                                                  | Taïna Barioz                                                                           |
| 8       | Zinal                 | 6 janvier 2016   | Slalom        | Ana Bucik                                                                              | Maren Wiesler                                                                          | Christina Geiger                                                                       |
| 9       | Zinal                 | 7 janvier 2016   | Slalom        | Ana Bucik                                                                              | Katharina Gallhuber                                                                    | Katharina Liensberger                                                                  |
| 10      | Altenmarkt-Zauchensee | 14 janvier 2016  | Descente      | Joana Hählen                                                                           | Breezy Johnson                                                                         | Nicol Delago                                                                           |
| 11      | Altenmarkt-Zauchensee | 14 janvier 2016  | Descente      | Breezy Johnson                                                                         | Kira Weidle                                                                            | Abby Ghent                                                                             |
| 12      | Altenmarkt-Zauchensee | 15 janvier 2016  | Descente      | Kira Weidle                                                                            | Joana Hählen                                                                           | Alexandra Coletti                                                                      |
| —       | Altenmarkt-Zauchensee | 15 janvier 2016  | Super G       | Épreuve annulée                                                                        | Épreuve annulée                                                                        | Épreuve annulée                                                                        |
| —       | Kirchberg in Tirol    | 18 janvier 2016  | Géant         | Épreuves annulées, reportées à Göstling.                                               | Épreuves annulées, reportées à Göstling.                                               | Épreuves annulées, reportées à Göstling.                                               |
| —       | Kirchberg in Tirol    | 19 janvier 2016  | Slalom        | Épreuves annulées, reportées à Göstling.                                               | Épreuves annulées, reportées à Göstling.                                               | Épreuves annulées, reportées à Göstling.                                               |
| 13      | Göstling              | 18 janvier 2016  | Géant         | Stephanie Brunner                                                                      | Karoline Pichler                                                                       | Lena Dürr                                                                              |
| 14      | Göstling              | 19 janvier 2017  | Géant         | Elisabeth Willibald                                                                    | Katharina Gallhuber                                                                    | Christina Geiger                                                                       |
| —       | Lenggries             | 20 janvier 2016  | Géant         | Épreuves annulées, reportées à Oberjoch.                                               | Épreuves annulées, reportées à Oberjoch.                                               | Épreuves annulées, reportées à Oberjoch.                                               |
| —       | Lenggries             | 21 janvier 2016  | Géant         | Épreuves annulées, reportées à Oberjoch.                                               | Épreuves annulées, reportées à Oberjoch.                                               | Épreuves annulées, reportées à Oberjoch.                                               |
| 15      | Oberjoch              | 21 janvier 2016  | Slalom        | Katharina Gallhuber                                                                    | Maren Skjøld                                                                           | Elisabeth Willibald                                                                    |
| 16      | Oberjoch              | 22 janvier 2017  | Slalom        | Maren Skjøld                                                                           | Julia Grünwald                                                                         | Katharina Gallhuber                                                                    |
| 17      | Châtel                | 25 janvier 2016  | Super G       | Romane Miradoli                                                                        | Anna Hofer                                                                             | Verena Gasslitter                                                                      |
| 18      | Châtel                | 25 janvier 2016  | Combiné alpin | Rahel Kopp                                                                             | Maren Skjøld                                                                           | Romane Miradoli                                                                        |
| 19      | Châtel                | 26 janvier 2016  | Super G       | Lisa Magdalena Agerer                                                                  | Verena Gasslitter                                                                      | Klára Křížová                                                                          |
| 20      | Sestrières            | 28 janvier 2016  | Géant         | Stephanie Brunner                                                                      | Marie Massios                                                                          | Laura Pirovano                                                                         |
| 21      | Sestrières            | 29 février 2016  | Slalom        | Elisabeth Willibald                                                                    | Julia Grünwald                                                                         | Katharina Gallhuber                                                                    |
| 22      | Davos                 | 2 février 2016   | Descente      | Beatrice Scalvedi                                                                      | Anna Hofer                                                                             | Dajana Dengscherz                                                                      |
| 23      | Davos                 | 3 février 2016   | Descente      | Anna Hofer                                                                             | Verena Gasslitter                                                                      | Kristin Lysdahl                                                                        |
| 24      | Davos                 | 4 février 2016   | Super G       | Verena Gasslitter                                                                      | Laura Gauché                                                                           | Christine Scheyer                                                                      |
| —       | Davos                 | 5 février 2016   | Super G       | Épreuve annulée                                                                        | Épreuve annulée                                                                        | Épreuve annulée                                                                        |
| 25      | Pamporovo             | 9 février 2016   | Slalom        | Ksenia Alopina Chiara Gmür                                                             |                                                                                        | Lisa-Maria Zeller                                                                      |
| 26      | Pamporovo             | 10 février 2016  | Slalom        | Anna Swenn-Larsson                                                                     | Chiara Gmür                                                                            | Maren Skjøld                                                                           |
| 27      | Borovec               | 12 février 2016  | Géant         | Stephanie Brunner                                                                      | Simone Wild                                                                            | Ricarda Haaser                                                                         |
| 28      | Borovec               | 13 février 2016  | Géant         | Simone Wild                                                                            | Clara Direz                                                                            | Stephanie Brunner                                                                      |
| Finales |                       |                  |               |                                                                                        |                                                                                        |                                                                                        |
| 29      | Saalbach              | 11 mars 2016     | Descente      | Christina Ager Kristin Lysdahl                                                         |                                                                                        | Christine Scheyer                                                                      |
| 30      | Saalbach              | 12 mars 2016     | Super G       | Lisa Magdalena Agerer                                                                  | Klára Křížová                                                                          | Anna Hofer                                                                             |
| 31      | La Molina             | 15 mars 2016     | Géant         | Ricarda Haaser                                                                         | Vanessa Kasper                                                                         | Coralie Frasse Sombet                                                                  |
| 32      | La Molina             | 17 mars 2017     | Slalom        | Maren Skjøld                                                                           | Mélanie Meillard                                                                       | Katharina Gallhuber                                                                    |